# Giacomo Zilio
Giacomo Zilio, né le 10 mai 1995, à Bassano del Grappa, est un coureur cycliste italien.

## Biographie
Giacomo Zilio est originaire de Bassano del Grappa, une commune située en Vénétie. Il commence le cyclisme à l'âge de cinq ans. 
En 2012, il termine notamment huitième du championnat d'Italie sur route juniors (moins de 19 ans). Il intègre ensuite le club Zalf Euromobil Désirée Fior en 2014, pour ses débuts espoirs (moins de 23 ans). Bon grimpeur, il se classe sixième de la dernière étape du Tour de la Vallée d'Aoste en 2015. 
Lors de la saison 2017, il s'impose à deux reprises. Il finit par ailleurs septième du Giro del Belvedere et dix-neuvième du Girobio (4e et 9e d'étapes). En 2018, il remporte trois courses chez les amateurs italiens, sous les couleurs de Work Service Videa Coppi Gazzera. 

## Palmarès
- 2015
  - 3e de la Coppa Ardigò
- 2017
  - Grand Prix de la ville de Felino
  - 3e de la Medaglia d'Oro Frare De Nardi
- 2018
  - Giro del Piave
  - Mémorial Guido Zamperioli
  - Gran Premio Ciclistico Arcade
  - 3e de la Coppa Caduti di Reda

## Classements mondiaux
| Année           | 2015   | 2016 | 2017   |
| --------------- | ------ | ---- | ------ |
| UCI Europe Tour | 1 077e |      | 1 649e |